# Macrosomie fœtale
 Mise en garde médicale
La macrosomie fœtale est une affection médicale définie par un poids d'un bébé à terme de plus de 4 kg.
Pendant la grossesse, les dimensions échographiques sont au-delà des valeurs normales maximales (97e percentile), en particulier le diamètre abdominal transverse (DAT) et la circonférence abdominale.
L'une des causes est le diabète gestationnel : l'hyperglycémie maternelle au moment de la grossesse augmente la sécrétion insulinique fœtale et peut entraîner une macrosomie, susceptible de compliquer l'accouchement, ainsi que de provoquer une hypoglycémie néonatale. 